# 기스면
기스면(중국어 간체자: 鸡丝面, 정체자: 鷄絲麵, 병음: jīsīmiàn 지쓰몐[*])은 한국식 중국 요리의 하나이다.

## 이름의 뜻
중국어 지(鷄)는 닭고기를 뜻하고, 쓰(絲)는 실처럼 가늘게 썰었다는 뜻이다. 기스면의 중국어 표준 발음은 지쓰몐에 가깝지만 한국어권에서는 이 음식을 전파한 산둥성 출신 사람들의 방언의 영향으로 '기스면'이라 부른다.

## 조리법
닭고기를 삶아 진한 밑국물을 내고 육수가 우러나오면 닭고기 살을 잘게 찢어 양념한다. 그릇에 삶은 소면을 담고 국물을 부은 후, 찢은 닭살을 얹어서 낸다.